# Christian August von Johnn
 Der er flere personer med dette navn, se Christian August von Johnn (død 1791).
Christian August von Johnn (17. september 1688 – 22. februar 1764) var en dansk diplomat.
Han tilhørte en holstensk embedsfamilie, og hans fader, Christian Gottfried von Johnn (død 1733), var vicekansler ved regeringen i Glückstadt, konferensråd, Ridder af Dannebrog og blev adlet af kejseren 1694. Efter en udenlandsrejse, under hvilken han studerede i Leiden, gik han i militærtjeneste som kadet, såredes 1708 ved stormen på Lille, avancerede 1709 til fænrik og 1710 til løjtnant, men udtrådte allerede 1715 af Hæren som ritmester. Senere gik han over i den diplomatiske tjeneste, idet han 1728 udnævntes til legationssekretær i Berlin. Han blev 1731 resident sammesteds, fik 1732 titel af justitsråd og akkrediteredes 1733 som resident ved det engelske hof. Han viste sig her som en virksom og intelligent agent, men han savnede den rolighed og smidighed, der behøvedes til at forhandle med det upålidelige engelske ministerium. Da dette gjorde vanskeligheder med at betale de efter traktaten af 1734 skyldige subsidier til Danmark, kom det derfor til et så stærkt sammenstød mellem ham og den engelske premierminister Robert Walpole, at det blev nødvendigt at tilbagekalde ham (1736), men for at vise, at den danske regering ikke misbilligede hans optræden, udnævntes han umiddelbart forinden rappellen til overordentlig gesandt. Han ansattes derefter som gesandt i den Nedersachsiske Kreds 1737. Foruden de forretninger, der i denne post påhvilede ham på grund af kongens stilling som medlem af kredsen for Holstens vedkommende og af de rettigheder, Danmark dengang endnu påstod at have lige over for Hamborg, skulle han også, navnlig under Syvårskrigen, holde et vågent øje med de farer, som kunne true denne stad og Holsten fra Preussens side. I 1759 og end mere i 1762, da Peter III beredte sig til at angribe Danmark, behøvede den danske regering penge til sine rustninger, og von Johnn måtte øve en stærk pression paa det hamborgske senat for at bringe de to lånetraktater af 6. juli 1759 og af 30. juni 1762 i stand. Han udførte dette hverv med al ønskelig energi, men navnlig det sidste lån opnåedes kun ved en stærk udfoldning af militærmagt og ved gratifikationer (4000 dukater) til de ledende i senatet. Han forblev i denne post til sin død, 22. februar 1764, dog var gehejmeråd Heinrich Carl von Schimmelmann ham adjungeret siden juli 1761. Han var efterhånden avanceret til gehejmeråd (1751) og hvid ridder (1752). Han døde ugift.
2 af hans ældre broders sønner tjente ligeledes i diplomatiet, nemlig Gottfried Christian von Johnn, der døde 1790 som kammerherre og gesandt i Portugal, og Christian August von Johnn, der var udnævnt til sekretær hos Cai Ranzau, da denne 1762 skulle afgå som dansk afsending tillige med Carl Juel til den påtænkte konference i Berlin, og senere fungerede han som legationssekretær i Stockholm. Han døde 1791.